# Tim Kellet

Tim Kellett (nascido em 23 de julho de 1964,  Yorkshire, Inglaterra) é um músico, compositor e produtor musical inglês.

## Carreira
Sua carreira profissional começou em 1984, quando ingressou na bana britânica pós-punk The Durutti Column como trompetista e um ano depois passou a ser membro do Simply Red, onde também tocou teclados. Ele deixou a banda de Mick Hucknall em 1995 para formar Olive com Robin Taylor-Firth, alcançado sucesso no Reino Unido com "You're Not Alone". 
Kellett também teve sucesso em compor canções para o Lighthouse Family e, mais recentemente, com James Morrison. Outras colaborações incluem Nate James, Ella Chi, Emma Bunton, Gareth Gates, Girls Aloud, Christophe William, Gates e Taio Cruz.

## Discografia

### The Durutti Column
- Without Mercy (1984)
- Circuses and Bread (1986)

### Simply Red
- Picture Book (1985)
- Men And Women (1987)
- A New Flame (1989)
- Stars (1991)

### Olive
- Extra Virgin (1996)
- Trickle (2000)